# Jean Dancel
Jean Charles Richard Dancel, né à Cherbourg le 20 août 1761 et mort à Bayeux le 20 avril, est une personnalité catholique, évêque de Bayeux de 1827 à 1836.
À Valognes, près du portail de l’ancien presbytère, on peut toujours voir un curieux monument en forme d’obélisque dont seuls de rares érudits connaissent encore l’histoire. Il s’agit de la « pyramide de Monseigneur Dancel », qui a été érigée au début de l’Empire par le curé de la paroisse de Saint-Malo. Ce dernier était alors Jean Dancel.

## Biographie
Issu d’une vieille famille noble du Cotentin qui, avant la Révolution, a été propriétaire du château de Quinéville (Manche), cet ecclésiastique est un fervent monarchiste.
Jean Dancel est professeur à Paris lors de la prise de la Bastille. Il ne tarde pas à émigrer en Suisse et en Angleterre et ne rentre au pays qu’à la signature du Concordat.
Il est ordonné prêtre par Jean Baptiste de Beauvais. Il devient le curé de Valognes et l'archidiacre de toute la presqu'île du Cotentin pendant vingt-deux ans de 1805 à 1827.
C’est pour témoigner de sa foi catholique et royale que, peu après son installation, il fait élever ce monument insolite de cinq mètres de hauteur. Selon Gabriel Boucé, la tablette de base porte un miroir incliné de telle sorte que les rayons du soleil levant illuminent un médaillon représentant Louis XVI. Et, chaque 21 janvier, les rayons du soleil font éclater un pétard placé au sommet de la « pyramide » afin de commémorer bruyamment l’anniversaire de la mort du Roi. 
La ferveur monarchiste du curé de Valognes est telle qu’au retour des Bourbons, il parcourt à cheval les rues du petit Versailles normand en chantant le Te Deum à tue-tête.
Il est nommé évêque de Bayeux (Calvados) le 2 juin 1827 et ordonné évêque le 28 octobre 1827.